# Évêché de Chiemsee
L’évêché de Chiemsee était un diocèse suffragant de l'Église catholique, fondé en 1215 et subordonné à l'archevêché de Salzbourg. À la suite de la sécularisation en Bavière, le dernier évêque du diocèse démissionne en 1808. Avec le Concordat du 5 juin 1817 avec le royaume de Bavière, la région du diocèse devient un territoire divisé entre les archevêchés de Munich et Freising et de Salzbourg.
En janvier 2009, le titulariat du diocèse est rétabli par Benoît XVI, sans que le diocèse soit recréé.

## Histoire
L'évêché de Chiemsee est fondé en 1216 par l'archevêque de Salzbourg, Éberhard de Ratisbonne (de). Il suit l'exemple de son prédécesseur, Adalbert de Bohême, qui avait déjà établi l'évêché de Gurk. Afin d'établir le diocèse, l'empereur Frédéric II accorde d'abord l'autorisation pour le Frauenchiemsee en 1213 et pour le Herrenchiemsee en 1215. L'année suivante, le pape Innocent III approuve également le plan de l'archevêque. L'église de l'abbaye de Herrenchiemsee est désignée comme cathédrale, les chanoines réguliers de saint Augustin de l'abbaye de Herrenchiemsee forment le chapitre de la cathédrale. À sa tête, le prévôt est également archidiacre du diocèse.
La justification de la création d'un autre diocèse est l'expansion géographique de l'archidiocèse de Salzbourg, qui veut son propre évêque sur place et en même temps tente d'empêcher la création d'autres diocèses régionaux.
L'évêque de Chiemsee est considéré comme le vassal de l'archevêque de Salzbourg, qui le nomme, le confirme, le consacre et l'investit. Il agit en tant qu'évêque auxiliaire personnel de l'archevêque, qui peut lui transférer d'autres missions. Bien qu'évêque de son propre diocèse, l'évêque de Chiemsee réside principalement à Salzbourg, où il vit au Chiemseehof à partir du XIVe siècle. Dans la cathédrale, qui appartient aux chanoines augustins de Herrenchiemsee, il n'y a que le trône de l'évêque, mais n'a pas d'autres droits. La paroisse de St. Johann in Tirol est incorporée dans la mensa épiscopale en 1446 et est ainsi devient une résidence pastorale épiscopale. L'évêque a désormais une place dans son diocèse où il peut exercer ses fonctions officielles sans être dérangé et tenir des synodes.
Bien que les évêques aient pu élargir leurs compétences au XIVe siècle, ils restent sous la souveraineté du métropolite par rapport aux autres évêques. Puisque l'évêque de Chiemsee est un vassal de l'archevêque, il a un siège et un vote dans la Landtag de Salzbourg, mais pas dans le Reichsfürstenrat (de).
À la suite de la sécularisation en Bavière, le dernier évêque Sigmund Christoph von Waldburg zu Zeil und Trauchburg (de) renonce à la fonction d'évêque en 1808. Avec le Concordat de Bavière de 1817, la partie de Haute-Bavière du diocèse est incorporée dans le nouvel archidiocèse de Munich et Freising, et la partie tyrolienne dans l'archevêché de Salzbourg.

## Archidiaconat
Lorsque l'évêché est fondé, il est décidé que les droits de l'archidiacre de Chiemsee, qui est également prévôt des chanoines augustins et de l'abbaye de l'île, ne doivent pas être restreints. Les droits de vogt sur l'abbaye sont exercés par le duché de Bavière, sur le territoire duquel se trouve l'archidiaconat. L'évêque et l'archidiacre sont toujours en conflit de compétence, la Bavière soutenant la position d'archidiacre. Ce n'est que lorsque les droits épiscopaux sont renforcés par le concile de Trente que l'évêque a les pleins pouvoirs. Des relations juridiques claires ne sont établis qu'en 1613 lorsque l'archidiaconat est divisé en une partie archiépiscopale de Salzbourg et une partie épiscopale de Chiemsee. Avec la création d'une paroisse à St.Johann, l'influence du prévôt est de nouveau réduite en 1621.

## Expansion et organisation
La zone de l'évêché de Chiemsee est complètement délimitée par l'archevêché de Salzbourg. Les frontières du diocèse s'étendent du Chiemsee, de l'Achental et la Leukental jusqu'au col de Thurn dans le Tyrol et la partie orientale du Brixental et du Söllandl jusqu'au Chiemsee. L'abbaye de Frauenchiemsee (de) bénédictine ne fait pas partie du diocèse, mais appartient à l'archidiocèse de Salzbourg.
Lors de sa fondation, l'évêché se compose de dix paroisses : Herrenchiemsee, Prien am Chiemsee, Eggstätt, Söllhuben, Grassau, Söll, Kirchdorf, St. Johann im Leukental, Brixen im Thale et St. Ulrich am Pillersee. À partir de 1312, la paroisse de Brixen appartient politiquement à l'archevêché de Salzbourg et à partir de 1505 les paroisses de Kirchdorf, St.Johann, Söll et St.Ulrich au Tyrol, de sorte que le diocèse s'étend finalement sur les sphères d'influence de trois princes régionaux.
En outre, de nombreux autres biens épars entrent en possession des évêques de Chiemsee, comme les Hofmarken de Bischofshofen (données en 1215) ou Koppl à l'est de Salzbourg.

## Siège titulaire de Chiemsee
En janvier 2009, le titulariat du diocèse est rétabli par Benoît XVI, sans que le diocèse soit recréé.